# 1-я механизированная бригада (Словакия)
1-я механизированная бригада (словац. 1. (Prvá) mechanizovaná brigáda) — основное моторизованное подразделение словацкой армии входящее в состав Сухопутных войск Словакии. Бригада находится под непосредственным командованием ВС Словакии. Бригада дислоцируется в Топольчанах.

## Задачи бригады
Задачами бригады являются:
- в случае военной угрозы Словацкой Республике — развертывание сил и подготовка ресурсов для обороны и защиты суверенитета;
- проведение операций без ограничений;
- автономные действия в качестве самостоятельной бригадной группировки;
- осуществление переброски быстрыми темпами и выполнение неожиданных задач;
- выполнение задач по оказанию помощи пострадавшим гражданским, властям, организациям в условиях чрезвычайных ситуаций, в которых ставятся под угрозу жизнь и здоровье людей, или их имущество в условиях ликвидации или последствий стихийных бедствий;
- предоставление сил и средств для проведения операций по поддержанию мира;
- применение определённых сил и средств в соответствии с решением компетентных органов Словацкой Республики в режиме специальных операций, а также в отношении международных организаций.

## Структура бригады
В состав бригады входят следующие подразделения:
- 11-й механизированный батальон (11. mechanizovaný prápor) — Мартин;
- 12-й механизированный батальон (12. mechanizovaný prápor) — Нитра;
- 13-й механизированный батальон (13. mechanizovaný prápor) — Левице;
- 54-й реактивный артиллерийский дивизион (54. raketometný oddiel) — Рожнява;
- инженерный батальон (Ženijný prápor) — Середь;
- 103-й батальон радиационной, химической и биологической защиты (Prápor radiačnej, chemickej a biologickej ochrany) — Рожнява;
- рота боевой поддержки командования бригады — Топольчани.

## Командиры
- 2008 — 21 июля 2011: бригадный генерал Иван Гирка[4]
- 21 июля 2011 — 1 июня 2012: полковник Золтан Ибош[5]
- 1 июня 2012 — 30 апреля 2015: полковник Ян Бойньяк[6]
- 1 мая 2015 — н.в.: полковник генштаба Владимир Кубань[7]